# Ivinhema FC
Der Ivinhema Futebol Clube, in der Regel nur kurz Ivinhema genannt, ist ein Fußballverein aus Ivinhema im brasilianischen Bundesstaat Mato Grosso do Sul.

## Erfolge
- Staatsmeisterschaft von Mato Grosso do Sul: 2008

## Stadion
Der Verein trägt seine Heimspiele im Estádio Luís Saraiva Vieira, auch unter dem Namen Saraivão bekannt, in Ivinhema aus. Das Stadion hat ein Fassungsvermögen von 6000 Personen.

## Trainerchronik
Stand: Juli 2021
| Trainer         | Nation    | von  | bis |
| --------------- | --------- | ---- | --- |
| Douglas         | Brasilien | 2009 |     |
| Douglas         | Brasilien | 2011 |     |
| Juninho Fonseca | Brasilien | 2014 |     |
| Douglas         | Brasilien | 2016 |     |